# バート・ツヴェステン
バート・ツヴェステン (ドイツ語: Bad Zwesten) は、ドイツ連邦共和国ヘッセン州シュヴァルム＝エーダー郡に属す町村（以下、本項では便宜上「町」と記述する）である。この町には「バート・ツヴェステンのレーヴェンシュプルーデル（獅子の泉）」として知られる鉱泉がある。この町は2つの病院を有する保養地であり、薬湯が湧出することにより、1992年から「バート」（温泉・鉱泉を意味する）を町名に冠している。

## 地理

### 位置
バート・ツヴェステンはケラーヴァルトの東の支脈に位置している。バート・ヴィルドゥンゲンから南東に約 8 km（直線距離）にあたる。この町は、ヴェルツェ川、ウルフ川、シュヴァルム川といったエーダー川水系に属す川の畔に位置する集落からなっている。また、町境はケラーヴァルト＝エーダーゼー自然公園に面している。南部の地区であるオーバーウルフ＝シッフェルボルンとニーダーウルフはウルフ川沿いにあるが、この川はニーダーウルフの下流でシュヴァルム川に合流する。最も高い山は、ケラーヴァルトのフンスリュック山 (636 m) である。ライン川の西に位置する中低山地のフンスリュック山地と混同しないよう注意が必要である。

### 隣接する市町村
バート・ツヴェステンは、北はフリッツラー、東はボルケン、南はノイエンタールとイェスベルク（以上、いずれもシュヴァルム＝エーダー郡）、西はハイナおよびバート・ヴィルドゥンゲン（両者はヴァルデック＝フランケンベルク郡）と境を接する。

### 自治体の構成
この町は以下の各地区からなる。
- ベッツィンゲローデ
- ニーダーウルフ
- オーバーウルフ＝シッフェルボルン
- ヴェンツィゲローデ
- バート・ツヴェステン（行政庁舎所在地）

## 歴史
ツヴェステンは、817年にコデックス・エーバーハルディ中に Tuwesten として初めて記録されている。1538年に貴族と村の農民たちとの武力衝突「ツヴェステンの流血闘争」が起こった。
何世紀も前から知られていたツヴェステン集落南部の炭酸泉は、1914年に泉の囲いが設けられ管理されるようになった。1922年からこの源泉は「ツヴェステナー・レーヴェンシュプルーデル（ツヴェステンの獅子の泉）」として瓶詰め業者によって販売されるようになった。1932年にはすでにこの源泉は効力があるとして知られており、1960年に州公認の鉱泉となり、観光客を呼び寄せた。
ヘッセンの市町村再編に伴い、1972年にそれまで独立した町村であったベッツィゲローデ、ニーダーウルフ、オーバーウルフ＝シッフェルボルン、ヴェンツィゲローデとツヴェステンが合併し、新たな自治体としてのツヴェステンが成立した。この町は1992年に保養地に指定された。これにより、「ハイルバート」（薬湯）の肩書きが与えられ、町名が「バート・ツヴェステン」に改称された。

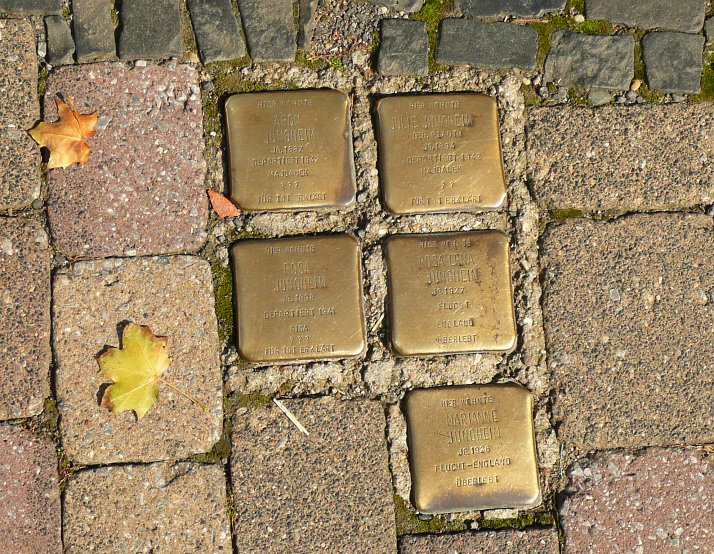
バート・ツヴェステンのつまずきの石

### ユダヤ人コミュニティ
ツヴェステンのユダヤ人住民は1646年に「シュッツユーデン（保護ユダヤ人）」として初めて文献に記録されている。18世紀中頃、この集落には15家族61人のユダヤ人が住んでいた。隣接するオーバーウルフには21人、ニーダーウルフには43人が暮らしていた。おそらく1741年頃にツヴェステンにシナゴーグが建設された。これは1769年に初めて文献に登場する。20世紀の初め、ユダヤ人住民はサークルやグループ活動、あるいは第一次世界大戦への従軍などにより、活発な社会生活を営んでいた。しかし、1938年11月の水晶の夜で、シナゴーグは損傷し、その後倉庫として利用されたが、1969年に解体された。1938年には 84人のユダヤ人が住んでいたが、その多くがこの町を離れた。最後の家族は 1941年に憲兵隊によってイェスベルクに送致され、この村は国家社会主義の用語で「ユーデンフライ（ユダヤ人がいない状態）」となった。

## 行政

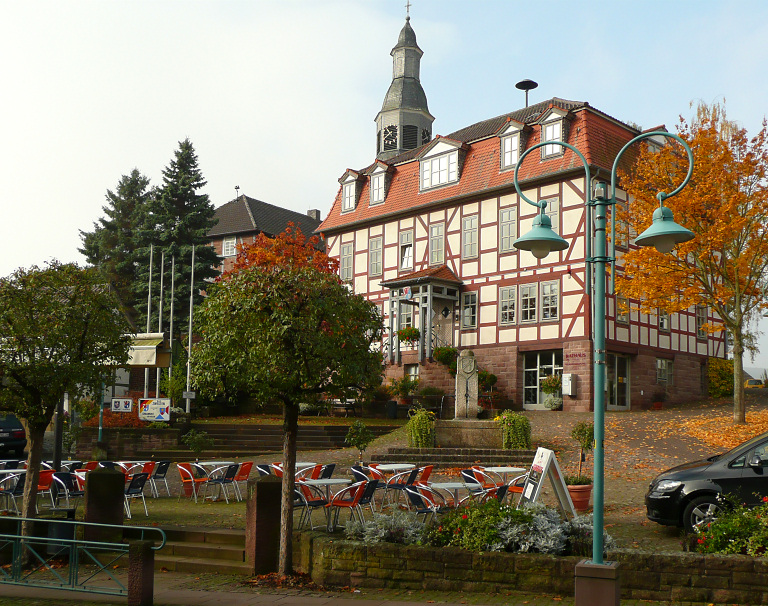
バート・ツヴェステンの町役場

### 議会
バート・ツヴェステンの町議会は 23議席からなる。

### 首長
ミヒャエル・ケーラー (FDP) は、1999年からバート・ツヴェステンの町長を務めている。彼は2011年3月27日の直接選挙で、2017年までを任期とする三期目の当選を果たした。これ以前のこの町の町長は、1960年から1976年までがハインリヒ・シュミット (SPD)、1976年から1999年までがハインリヒ・ハウプト (SPD) であった。

### 姉妹都市
- ショーモン＝アン＝ヴェキシン（フランス、オワーズ県）1986年から
- フィンスターベルゲン（ドイツ、テューリンゲン州）1991年から

## 文化と見所

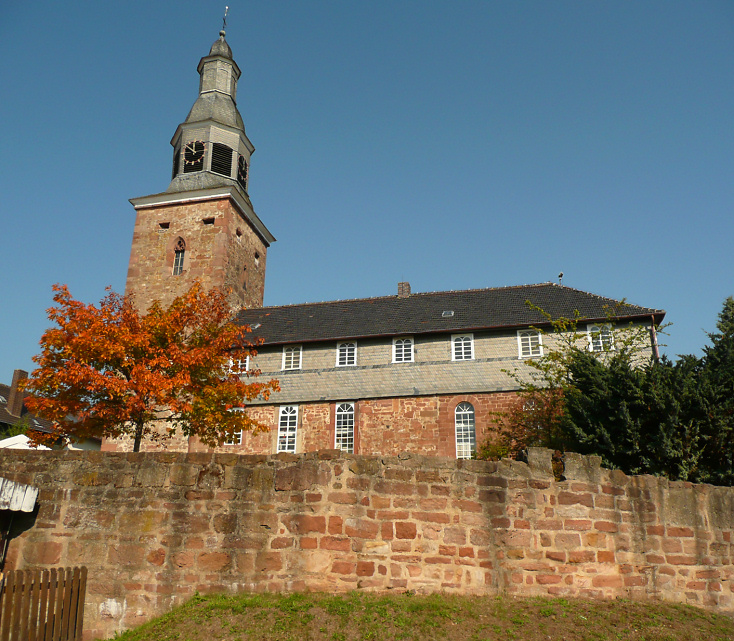
バート・ツヴェステンの教会

バート・ツヴェステンのプロテスタント教会は、中世に防衛教会として建設された。教会塔には銃眼が設けられ、一部にはやはり銃眼を持つ高さ 2 - 3 m の防壁を有している。
バート・ツヴェステン城は、領主館とその廷臣の館からなる。集落の南端にあるこの建築群は18世紀に農場経営のための建物として建設された。領主館は1782年にヴィルヘルム・トロイシュ・フォン・ブットラー男爵によって建てられた。この古典主義様式の館は、1915年頃にポルチコが設けられて以降「シュロス（城館）」と呼ばれるようになった。この城には城館庭園が付属している。現在はクリニック、居館、ウェルネス・ホテルとして利用されている。
ケラーヴァルトシュタイク（遊歩道）沿いの集落から約 1 km 西の、海抜 368 m のレックトプフへの登山路沿いに「ゾルゲンシュトゥール（悩みの椅子）」がある。これは椅子型の座面を持つ岩である。ここには象徴化された悩みが献げられている。
町の中心部の古い居館に、1995年から郷土博物館が入っている。ここでは村の歴史が紹介され、この地域の歴史的な調度品が展示されている。
2000年にバート・ツヴェステンで個人の発案によりバート・ツヴェステンのマイスターコンサートが発足した。このコンサートシリーズの演目は、主に古典音楽と現代音楽で、クアハウスやハルトヴァルトクリニーク II で開催される。
バート・ツヴェステン地区にも近いオーバーウルフ＝シッフェルボルン地区の海抜 341 m の山上にレーヴェンシュタイン城趾がある。ここには城壁跡、城の泉、ヴォールトの地下倉庫の遺構が保存されている。建物跡は 2002年に入念に固定された。主塔は人が歩いて通ることができ、展望塔として登ることができる。ここからはシュヴァルムプフォルテ、ウルフ川の谷、ケラーヴァルト＝エーダーゼー自然公園を望むことができる。
ニーダーウルフ地区にはニーダーウルフ城と一体化した防衛教会があった。ここには銃眼がある防壁と堀が遺されている。この城は、ウルフ家の居城であった。
オーバーウルフ城は、オーバーウルフ＝シッフェルボルン地区にある。この城は1877年にフィリップ・フォン・ハーナウ＝ホロヴィッツ侯子によって建設された。フィリップはヘッセン＝カッセル家のヘッセン選帝侯フリードリヒ・ヴィルヘルム1世とゲルトルーデ・ファルケンシュタインとの貴賤結婚によって誕生した末子である。この建物は1952年から学校寄宿舎として利用されている。
バート・ツヴェステンを、ケラーヴァルト＝エーダーゼー自然公園の周回遊歩道ケラーヴァルトシュタイクが通っている。また、芸術作品が展示されているバルバロッサヴェク X8 が町の北部ヴェンツィゲローデ地区を通っている。さらに芸術家主導のプロジェクトであるアルス・ナトゥーラは、ヴェンツィゲローデと保養地バート・ツヴェステンとの間に芸術遊歩道としての周回路（X8a と標識されている）を設けた。
任期のハイキング地が、東のノイエンタールおよびボルケンとの町境に位置するアルテンブルク山（海抜 433 m）である。ここには同名の環状城壁跡がある。ここには展望塔があり、バーツ・ツヴェステン、ハービヒツヴァルト、東ヘッセン山地やケラーヴァルト＝エーダーゼー自然公園を望むことができる。
- バート・ツヴェステン城
- ゾルゲンシュトゥール
- 郷土博物館
- レーヴェンシュタイン城の主塔
- 遊歩道 X8a に建つアルス・ナトゥーラ・プロジェクトの芸術作品

## 経済と社会資本

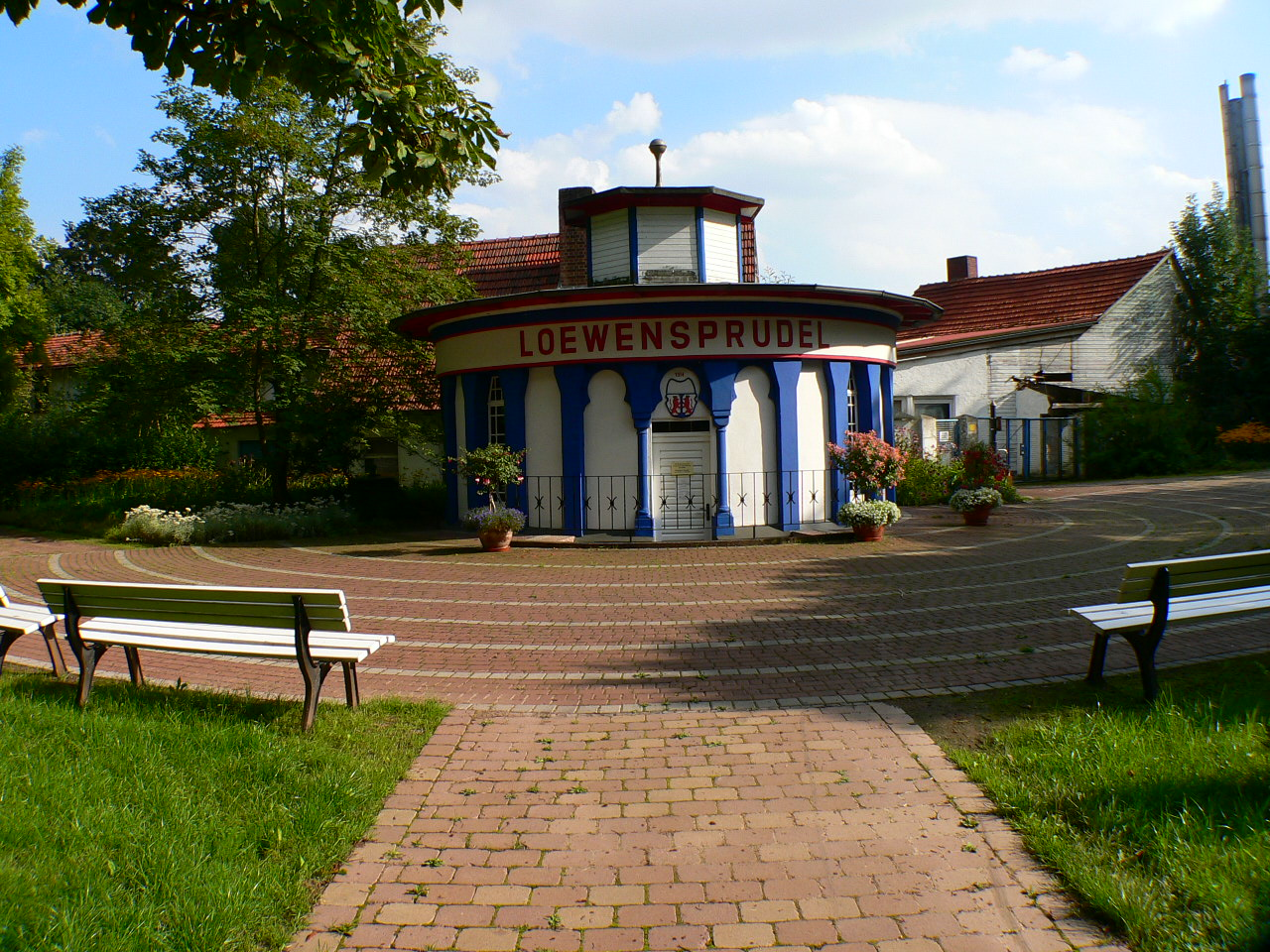
「バート・ツヴェステンのレーヴェンシュプルーデル」の泉のあずまや

### 経済
バート・ツヴェステンには多くの社会資本と、十分な商店がある。

### 温泉業
薬湯および保養地としてのバート・ツヴェステンの発展は、集落の南近郊にある多くのミネラル泉を有する湧水地に由来する。1つの泉源は、バート・ツヴェステンのレーヴェンシュプルーデル生産に用いられており、他の泉源は温泉産業の飲用鉱泉として利用されている。泉源はニーダーウルフ地区へ向かう街道沿いの、クアパーク・アム・レーヴェンシュプルーデルという公園風の敷地内にある。この他に、中心部の北にクアパーク・アム・クアハウスがある。

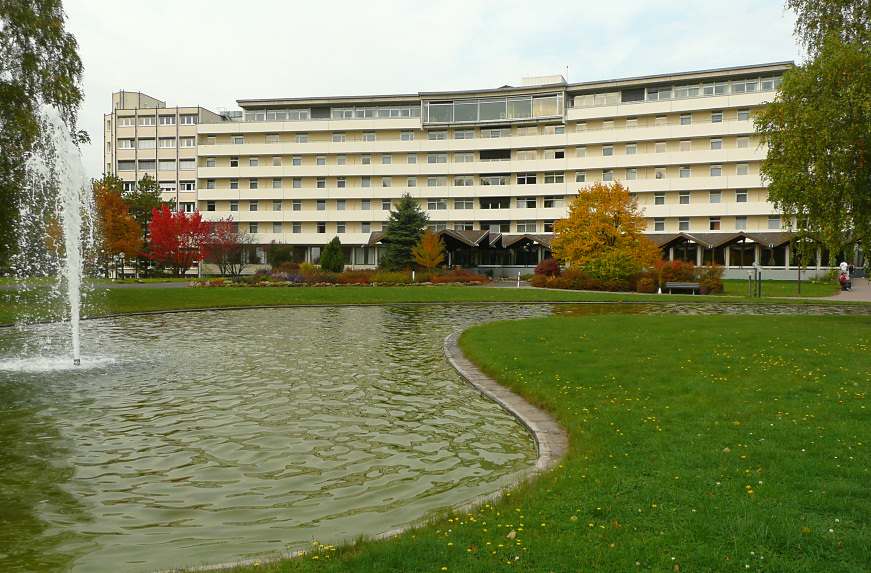
ハルトヴァルトクリニーク II

- レーヴェンシュプルーデルの瓶詰め工場
- バート・ツヴェステンのクアハウス
- クアパーク

### 病院
温泉街の高台にハルトヴァルトクリニーク I（神経科、精神科、精神療法科、精神身体医学科）とハルトヴァルトクリニーク II（分析精神療法科、精神身体医学科、行動療法科、心理劇療法科）この2つの専門病院は約 650床規模である。ハルトヴァルトクリニーク I に併設された神経学救急医学を研究していたバート・ツヴェステン神経学センターは閉鎖された。

### 余暇
町の近く、アルテンブルク山の麓にシュヴァルム川に面したキャンプ場がある。1961年からキャンピング・クラブ・カッセル e.V. が運営しているこのキャンプ場の横を、自転車道が通っている。カヌー、オートバイ、自転車、徒歩旅行客はキャンプ場のトレッキングヒュッテで宿泊することができる。

### 交通
バート・ツヴェステンは、連邦道B3号線およびB485号線沿いに位置している。連邦アウトバーンA49号線（カッセル - フリッツラー - マールブルク・アン・デア・ラーン）のボルケン/バート・ツヴェステン・インターチェンジへは約 5 km である。
この町は北ヘッセン交通連盟に加盟しており、マイン＝ヴェーザー鉄道のボルケン駅まで乗合タクシーが運行している。

## 教育
バート・ツヴェステンには学校が2校ある。
- アルテンブルクシューレ、バート・ツヴェステン地区、基礎課程学校
- CJD ユーゲントドルフ＝クリストフォルスシューレ、オーバーウルフ地区、寄宿舎付きの実科学校・ギムナジウム

## 引用
1. ↑  Hessisches Statistisches Landesamt: Bevölkerung in Hessen am 31.12.2023 (Landkreise, kreisfreie Städte und Gemeinden, Einwohnerzahlen auf Grundlage des Zensus 2011)]